# Прозоровский, Михаил Семёнович
Князь Михаил Семёнович Прозоровский (ок. 1632 — 24 июня 1670) — русский военный и государственный деятель, стольник и воевода, четвертый сын боярина князя Семёна Васильевича Прозоровского (ок. 1586 — 1659).

## Биография
В 1654-1663 годах князь Михаил Семёнович Прозоровский был рындой при царе Алексее Михайловиче во время торжественного приёма иностранных послов и смотрел вначале «в кривой стол», а с 1655 года — «в кривой и большой стол». С 1656 года ему было поручено во время царского застолья потчевать грузинских и сибирских царевичей. В 1658 году по царскому указу князь М. С. Прозоровский с товарищами был отправлен из Москвы в Нижний Новгород, где встречал и сопровождал до столицы грузинскую царицу Елену Левонтьевну с царевичем Николаем Давидовичем.
В 1654-1655 годах князь Михаил Семёнович Прозоровский принимал участие в двух походах царя Алексея Михайловича на Речь Посполитую. Вначале был рындой «у большого копья» в государевом полку, в 1655 году (31 марта) был головой у пятой сотни дворян, а с 14 июня — голова второй дворянской сотни. В 1656 году во время похода царя Алексея Михайловича на Ригу князь Михаил Прозоровский был головой первой сотни. В том же году был отправлен царем из Полоцка в Юрьев Ливонский к боярину князю Алексею Никитичу Трубецкому «с государевым жалованным словом и о здоровье спрашивать». В 1657 году во время возвращения царя после рижского похода из Вязьмы в Москву был «возницей у государя».
24 марта 1660 года во время похода царя Алексея Михайловича князь Михаил Семёнович Прозоровский был у государя возницей «в приказе без терлика». 4 августа 1663 года, когда его старший брат, князь Иван Прозоровский, стал боярином и главой Владимирского Судного приказа, князь Михаил Прозоровский стал главой Московского Судного приказа. В 1667 году Михаил Прозоровский вместе со своим старшим братом Иваном Прозоровским и стольником князем Семёном Ивановичем Львовым был отправлен на воеводство в Астрахань, где 22 июня 1670 года погиб во время штурма Астрахани отрядами Степана Разина.

## Семья
С 18.12.1653 был женат на Татьяне Федоровне Пушкиной (ок. 1635—1676/88), дочери стольника Федора Тимофеевича Пушкина (ум. 1645/53). Бездетен.